# Vic Elford

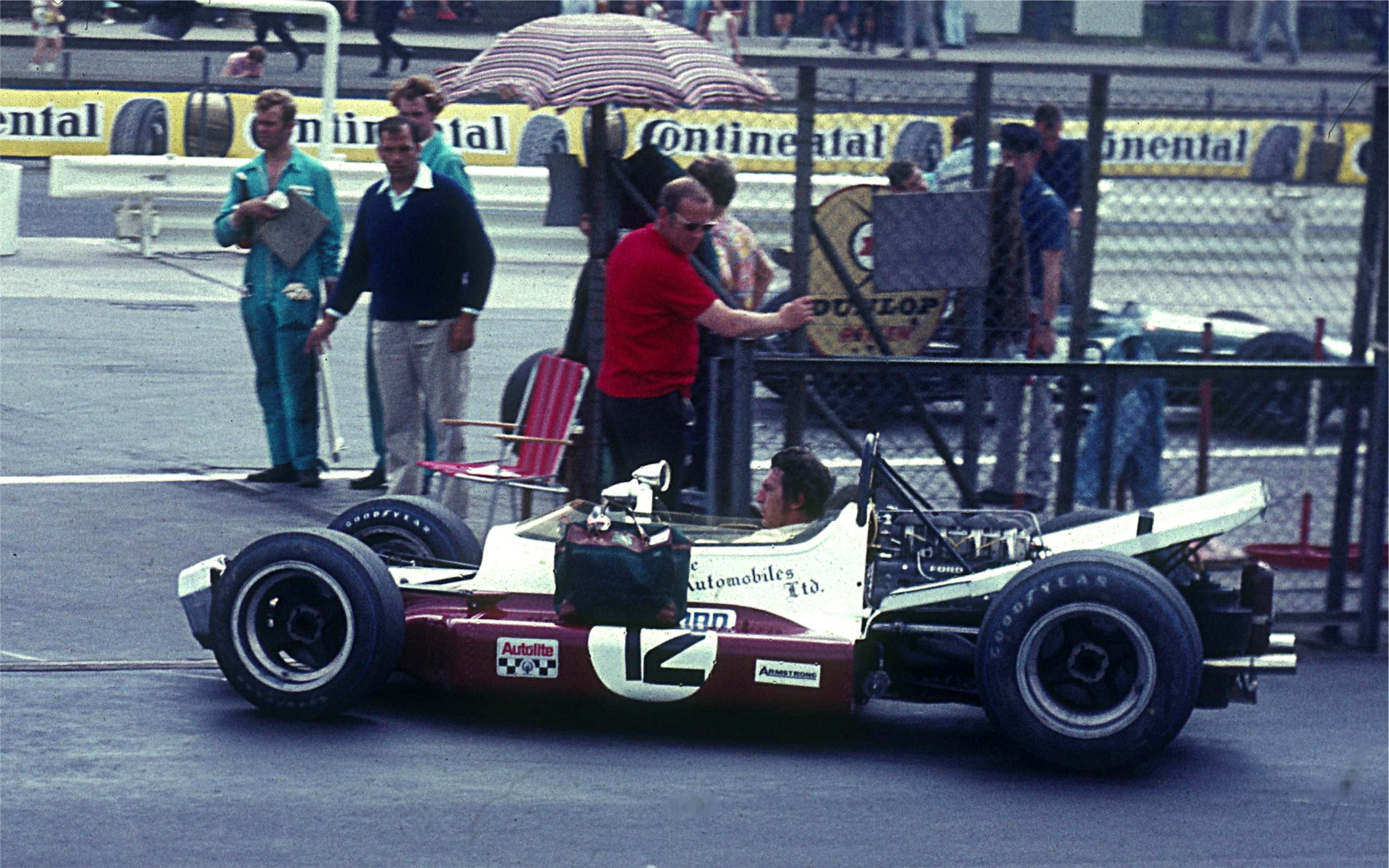
Vic Elford ve voze McLaren na Grand Prix Německa 1969

Victor Henry Elford (10. června 1935, Londýn, Spojené království – 13. března 2022) byl britský automobilový závodník. Závodil v různých kategoriích jako například Formule 1, NASCAR, Le Mans nebo rallye. Většinou závodil s vozy Porsche. Je jediným automobilovým závodníkem který dokončil Rallye Monte Carlo a Grand Prix Monaka. První jmenovanou soutěž dokonce vyhrál v roce 1968 jako zatím poslední Brit.

## Kariéra v rallye
V prvních soutěžích závodil s vozy DKW, Austin a Mini. Později pilotoval vozy Ford a zvítězil v Alpine Rally. Rallye Monte Carlo mohl vyhrát již v roce 1965 s vozem Lotus Cortina. Kvůli poruše ale musel odstoupit. Poté se Elford snažil přesvědčit automobilku Porsche k účasti v rallye. Porsche ale tehdy nebylo tomuto záměru nakloněno, neboť nevěřilo, že model 911 je konkurenceschopným vozem. První vůz mu půjčili až na Tour de Corse – Rallye de France 1966. Elford dojel třetí. O rok později již se stejným vozem vybojoval tři vítězství. Jeho snem ale bylo vyhrát Rallye Monte Carlo.

### Rallye Monte Carlo 1968
V roce 1968 už se na jejím startu představil tovární tým Porsche se třemi vozy. Kromě Elforda je pilotovali Pauli Toivonen a Sobieslaw Zasada. Za největšího favorita byli považován Gerard Larousse na voze Alpine A110. Pro start do hvězdicové jízdy se Elford vybral start z Varšavy. Tuto jízdu bez problémů vyhrál a v samotné rallye se umisťoval hned za vozy Alpine. Po odstoupení druhého a třetího vozu byl dokonce druhý za Larroussem se ztrátou pouhých 14 sekund. Bylo jasné že o vítězství se rozhodne mezi těmito dvěma jezdci. Po Larousseho havárii Elford zvítězil a splnil si tak svůj sen.

## Kariéra ve Formuli 1
Při své premiéře na GP Francie dojel s vozem Cooper čtvrtý. To bylo ale jeho nejlepší umístění. V roce 1969 na GP Německa se soukromým vozem McLaren havaroval do trosek vozu Maria Andrettiho. Z havárie vyvázl se zlomenou rukou a klíční kostí. Po této nehodě byla tak jeho kariéra ve Formuli 1 po třinácti závodech ukončena.
Kromě těchto úspěchů vyhrál v závodě Targa Florio, třikrát zvítězil v závodě 1000 km na Nürburgringu. Za tým Porche závodil například také v závodě 24h Daytona.